# Booker Pittman

Booker Pittman, Nat King Cole en Elizete Cardoso in 1959

Booker Pittman  (Fairmount Heights, 3 maart 1909 - São Paulo, 19 oktober 1969) was een Amerikaanse jazz-klarinettist en altsaxofonist.
Pittman, een kleinzoon van Booker T. Washington, speelde in de tweede helft van de jaren twintig bij de territory-band de Blue Moon Chasers en de Happy Black Aces van Gene Coy. Begin jaren dertig was hij actief in Kansas City, onder meer bij Count Basie. In 1933 toerde hij met het orkest van Lucky Millinder in Europa, waar hij vervolgens vier jaar bleef hangen. In die tijd werkte hij bijvoorbeeld bij de Braziliaanse orkestleider Romeo Silva, die hem meenam op tournee naar Brazilië. Hij werkte hier onder meer met een eigen groep. Hij woonde in Copacabana en was bevriend met de componist Pixinguinha en de miljardair en playboy, tevens jazzfan, Jorge Guinle. Hij was jarenlang actief in Argentinië, waarna hij zo'n tien jaar boer was in de omgeving van São Paulo. Begin jaren zestig ging hij weer spelen en had hij tevens een act met zijn stiefdochter, de zangeres en actrice Eliana Pittman.
Pittman overleed  aan de gevolgen van strottenhoofdkanker.
Pittman is te horen op opnames van Cab Calloway, Blanche Calloway, Freddy Johnson en Ben Webster.